# Valtu
Valtu (anciennement Waldau) est un hameau d'Estonie de la commune de Rapla au nord du pays.

## Historique

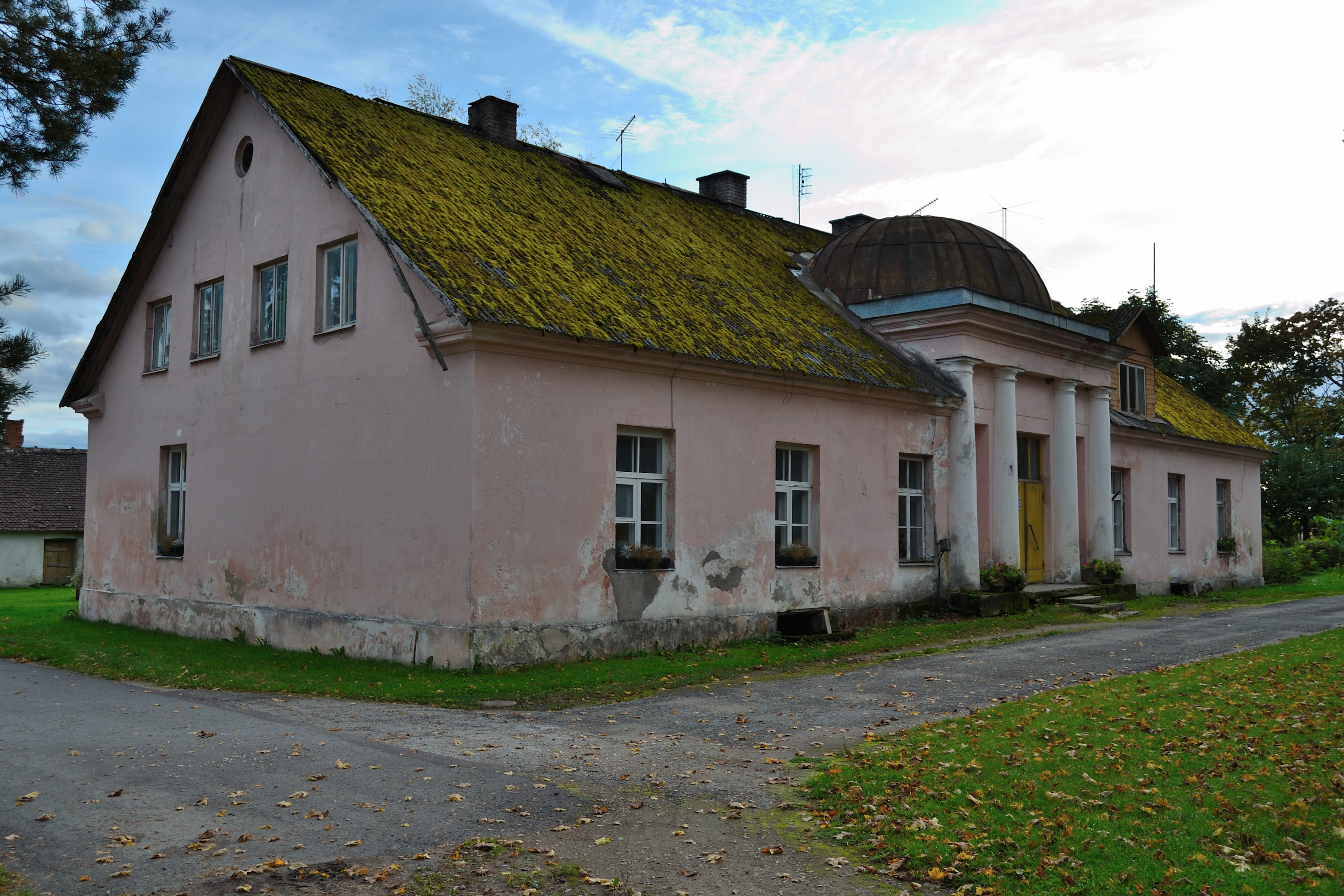
Vestiges du domaine de Waldau à Valtu

C'est en 1412 qu'est mentionné par écrit pour la première fois le domaine de Waldau qui appartient à la famille von Tiesenhausen. Celle-ci détruit l'ancien manoir pour faire construire au début du XIXe siècle un château néoclassique tout en longueur. Le corps de logis, à un étage supérieur, est flanqué de deux pavillons en avancée à portique et de deux ailes sans étage en léger arc de cercle. Les paysans estoniens brûlent le château pendant les jacqueries de la révolution de 1905. Les ruines sont démolies ensuite. Il ne reste que deux pavillons dont l'entrée est surmontée par un fronton en demi-cercle soutenu de colonnes, et aussi quelques anciens bâtiments agricoles, dont un moulin à vent. Le domaine faisait partie de la paroisse de Rappel (aujourd'hui Rapla).